# Luce dell'universo
Luce dell'Universo (Light) è un romanzo di fantascienza del 2002 di M. John Harrison, vincitore del Premio James Tiptree Jr..

## Trama
Tre differenti vicende narrative parallele vengono presentate, aventi come elemento comune il mistero cosmologico della singolarità astronomica denominata Fascio Kefahuchi, e lo Shrander, una straordinaria creatura dalla profonda saggezza e conoscenza.
Il Fascio Kefahuchi ha la particolarità di essere circondata da sistemi solari artificiali e misteriosi prodotti tecnologici di antiche civiltà aliene, di cui non si hanno altre notizie. Molti di questi manufatti funzionano in base a qualche principio fisico sconosciuto agli uomini.
Michael Kearney è un fisico del XX secolo ossessionato fin dall'adolescenza da misteriosi dadi in osso, i dadi dello Shrander, nonché serial killer, convinto che lo Shrander desideri da lui periodicamente una vittima. Anna Kearney, sua ex moglie, è una donna debole con problemi psicologici.
Seria Mau è una pilota di nave-K del 2400.
Ed Chianese è un ex "tuffatore", un pilota che rischia la vita lambendo il Fascio alla ricerca di reperti tecnologici interessanti.
Dalle vicende dei protagonisti, dai frequenti flashback, e dai loro sogni, è possibile ricostruire le loro storie e capire le loro scelte. Gli elementi affiorano lentamente gettando luce sui fatti narrati, fino al finale quando le tre storie convergono con l'incontro con lo Shrander nel Fascio Kefahuchi.

## Critica
- Adam Roberts, riferendosi alla violenza, in particolare contro le donne, ha definito il romanzo "sgradevole" e "crudele", intendendo con ciò lo stesso effetto estetico prodotto dalle opere di Pablo Picasso, quindi non in senso negativo e ha dunque ravvisato carattere misogino del romanzo confermato dalla presenza di numerosi personaggi femminili violenti e pericolosi. Viene lodato anche il modo come i cliché non vengano del tutto evitati ma riabilitati dall'accostamento a invenzioni originali e vivide, ad esempio il personaggio di Seria Mau, di per sé un cliché della fantascienza, con la descrizione della sua psicopatologia.
- In un'intervista[1] Michael John Harrison ha detto a proposito che molti lettori sono disturbati dallo speranzoso finale, considerando i personaggi e le loro azioni. In realtà, ha risposto, tutti i personaggi "flirtano" continuamente con la morte, o perché ne sono ossessionati, o per divertimento. Inoltre egli fa notare come nel nostro tempo sia l'uomo a uccidere e la donna a rischiare la vita, mentre nel futuro i ruoli potrebbero invertirsi.
- In un'interessante lettura schopenaueriana, Elizabeth Hand ha osservato che i personaggi tentano inutilmente di conoscere fenomeno e noumeno allo stesso tempo e che spesso ciò li porta alla disperazione o alla pazzia, ma che è innegabile l'allegrezza che si prova a leggere dei loro sforzi.
- Altri[2], lodando lo stile asciutto della prosa e la complessità dei personaggi, hanno individuato nella redenzione la questione più importante del romanzo, una redenzione intesa in senso non teologico.

## Edizioni
- M. John Harrison, Light, 2002.
- M. John Harrison, Luce dell'Universo, traduzione di Vittorio Curtoni, collana Urania supplemento n.26, Arnoldo Mondadori Editore, 2006,  p. 350, ISSN 11205288.